# ماء مسوس

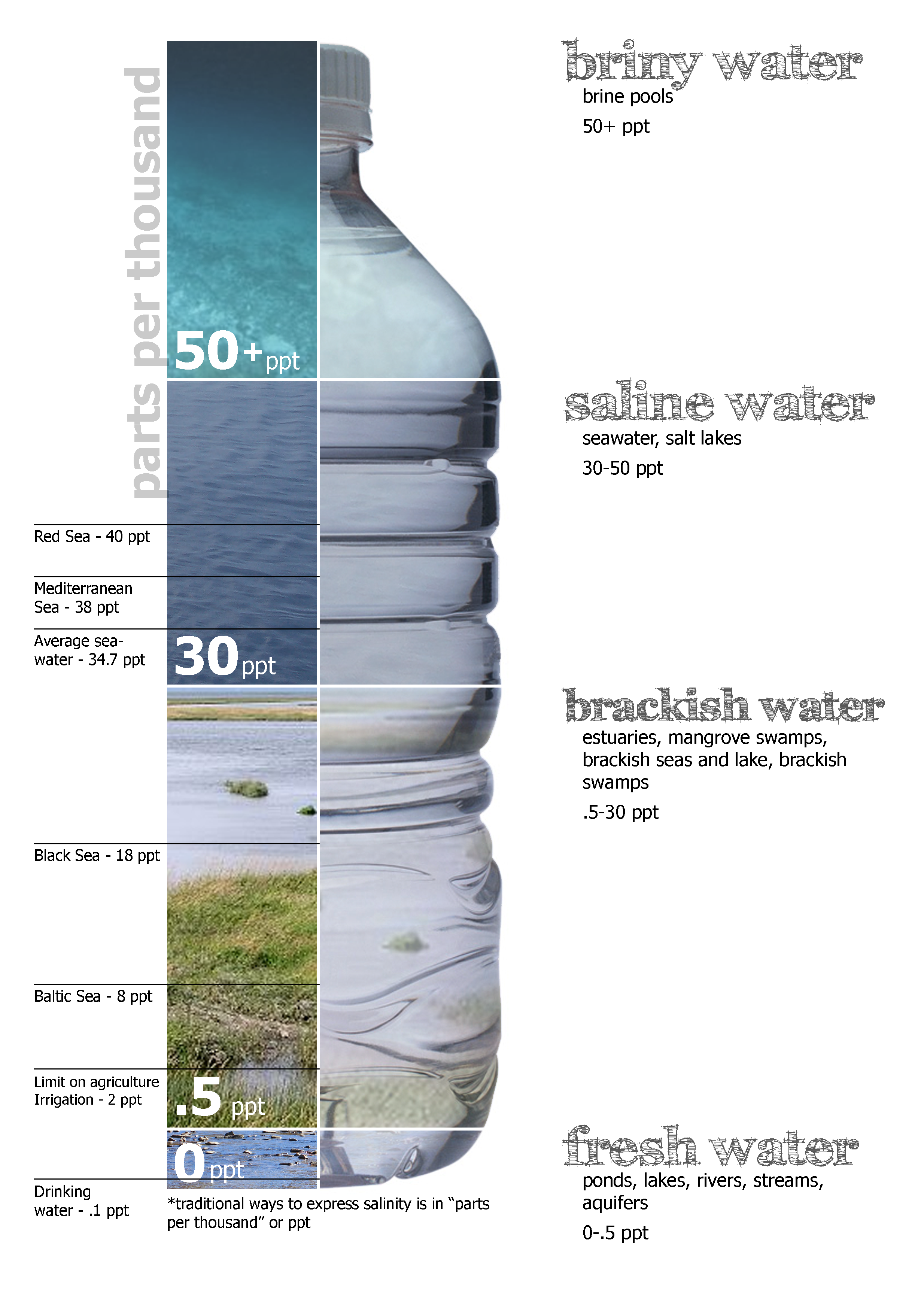

الماء المسوس أو الأخضم أو المويلح أو الخُضَرِم أملح من المياه العذبة وأعذب من الماء المالح (مثلا ماء البحر).
ينتج غالبا من اختلاط مياه البحار بمياه الأنهار ويوجد أكثر ما يوجد في المصبات الخليجية. ليس هناك معيار ما لاعتبار مياه أي مسطح مائي أنها مسوسية ولكن في الغالب يطلق على المياه التي تحتوي على ما نسبته بين 0.5 و30 جم من الملح في لتر واحد من الماء.

## التسمية
الماء المسوس في اللغة العربية هو الماء المتوسط الملوحة بين العذب والمالح. يطلق على الماء المسوس مسميات ماء أجاج أو ماء مج أو ماء مويلح والاسمان الأولان يبتعدان قليلا عن المعنى الصحيح للمصطلح إذ أنهما يرمزان للماء شديد الملوحة.

## مسطحات مائية مسوسية
- بحر البلطيق. أكبر مسطح مسوسي في العالم.
- بحيرة تشيلكا في ولاية أوريسا في الهند.
- طرق هامبتون في ولاية فرجينيا الأمريكية.
- بحيرة كاليفيلي في بونديتشيري في الهند.
- بانغونغ تسو في كشمير.
- بونتشارترين في نيو أورلينز في أمريكا.
- بحيرة بوليكات الهندية.
- شط العرب في جنوب العراق.